# 石井輝司
石井 輝司（いしい てるじ、1915年1月5日 - 1996年4月22日）は、日本の実業家。大正製薬2代目社長、明治薬科学園第5代理事長｡

## 来歴・人物
- 1915年（大正4年）大正製薬創業者である、父：石井絹治郎と母：ムメの長男として生まれる。
- 1932年（昭和7年）明治薬学専門学校（現在の明治薬科大学）に入学。
- 1935年（昭和10年）明治薬学専門学校卒業後、スイスのチューリヒ大学へ留学。
留学中は、ノーベル賞受賞者のパウル・カラーに師事。
- 1940年（昭和15年）留学から帰国すると同時に東京帝国大学医学部薬学科薬化学教室教授であった落合英二に師事。
- 1943年（昭和18年）父：石井絹治郎の死去にともない、大正製薬の2代目社長に就任。
- 1975年（昭和50年）明治薬科学園の第5代理事長に就任。
- 1983年（昭和58年）明治薬科学園理事長を退任。
- 1996年（平成8年）東京にて死去。

| スタブアイコン | サブスタブ | この項目は、まだ閲覧者の調べものの参照としては役立たない、人物に関連した書きかけの項目です。この項目を加筆・訂正などしてくださる協力者を求めています（P:人物伝/PJ:人物伝）。 |